# 奧列尼亞空軍基地
奧列尼亞空軍基地（羅馬化：Olenya）是俄罗斯海军一主要侦查基地，位于科拉半岛摩尔曼斯克以南92公里奥列涅戈尔斯克附近。截止2020年，该基地部队隶属于俄罗斯空天军远程航空部。2025年蛛網行動期间，该基地遭到乌克兰无人机袭击。